# Chen Li (director)
En una onomàstica xinesa Chen es el cognom i Li el prenom.
Chen Li (xinès simplificat: 陈力) (1963 -) Actriu, guionista i directora de cinema i televisió xinesa.

## Biografia
Chen Li va començar les activitats al cinema i a la televisió paral·lelament amb funcions polítiques, com a membre executiva de la Federació de Dones de tota la Xina i de la Federació de Joves. També ha ocupat diversos càrrecs en institucions professionals, acadèmiques i culturals.

#### Carrera cinematogràfica
Chen Li ha desenvolupat part de la seva carrera al cinema vinculada al 八一电影制片厂 (Bayi Film Studio), estudi de l'exercit xinès. S'ha dedicat especialment a fer pel·lícules històriques i biogràfiques sobre polítics xinesos, sobre la guerra, i la revolució, amb un cert caràcter "oficial" en defensa dels valors socials i morals de la política governamental.
Va dirigir la seva primera pel·lícula per a televisió l'any 1991: 少年毛泽东 (El jove Mao Zedong) que va a guanyar el 12è Premi Feitian per a curtmetratges de televisió.
El 2009 va dirigir la pel·lícula de guerra antijaponesa "Who Rules Over the Destiny of China" protagonitzada per Li Kejian, Sun Weimin i Wu Xingguo, una de les pel·lícules d'una trilogia dedicada al 60è aniversari de la fundació de la República Popular de la Xina., conjuntament amb la pel·lícula 谁主沉浮, sobre l'ascens de Mao Zedong des del març de 1948 fins al març de 1949, la seva victòria travessia del riu Groc i la batalla decisiva que el va portar al poder.
Ha guanyat tres cops el premi al Festival Huabiao (Huabiao Awards); l'any 1999, el premi del jurat com a millor director per "The Brilliant Dance" (玛丽欢舞) el 2001 com a millor director per "The Full Moon Tonight" (月圆今宵) i el 2002 premi a la millor pel·lícula per "Frequency for Victory" (声震长空).
Publicada el juny de 2011, "La batalla del riu Xiangjiang" (血战湘江) és una altra hagiografia històrica que relata la història de Mao Zedong i els soldats de la 34a Divisió de l'Exèrcit Roig que, el 1934, durant la Llarga Marxa, van lluitar per superar l'encerclament del Guomingdang i finalment va aconseguir travessar el riu, a costa d'un gran nombre de morts.
Publicada el juliol de 2013, la biografia històrica "La història de Zhou Enlai" (周恩来的四个昼夜) va tornar a guanyar el premi al millor director als premis Huabiao. Sorprenentment, la pel·lícula té lloc durant el que a la Xina es coneix com "els tres anys de desastres naturals" (三年自然灾害), és a dir, de fet, la Gran Fam provocada pel Gran salt endavant.

## Filmografia com directora

#### Cinema
| Any  | Títol xinès      | Títol anglès                              |
| ---- | ---------------- | ----------------------------------------- |
| 1992 | 远山姐弟         | Sister Yuan Shang and Her Younger Brother |
| 1993 | 早春一吻         | A Kiss in Early Spring                    |
| 1994 | 战争童谣         | Nursery Rhymes of War                     |
| 1997 | 龙珠             | Dragon Ball                               |
| 1999 | 玛丽欢舞         | The Brilliant Dance                       |
| 2001 | 月圆今宵         | The Full Moon Tonight                     |
| 2002 | 声震长空         | Frequency for Victory                     |
| 2005 | 两个人的芭蕾     | Duet                                      |
| 2007 | 亲兄弟           | Blood Brothers                            |
| 2009 | 谁主沉浮         | Who Rules Over the Destiny of China       |
| 2011 | 血战湘江         | Battle of Xiangjiang River                |
| 2012 | 爱在廊桥         | Love on Gallery Bridge                    |
| 2013 | 周恩来的四个昼夜 | The Story of Zhou Enlai                   |
| 2019 | 古田军号         | The Bugle from Gutian                     |
| 2021 | 守岛人           | Island Keeper                             |

#### Televisió
| Any  | Títol xinès    | Títol anglès        | Notes       |
| ---- | -------------- | ------------------- | ----------- |
| 1991 | 少年毛泽东     | Youth Mao Zedong"   |             |
| 1998 | 嫂子           | Sister in Law       | 18 episodis |
| 2007 | 真情给你       | True Love to You    | 29 episodis |
| 2016 | 我的周恩来叔叔 | My Uncle Zhou Enlai | 41 episodis |